# Sankt Petersburger Herold

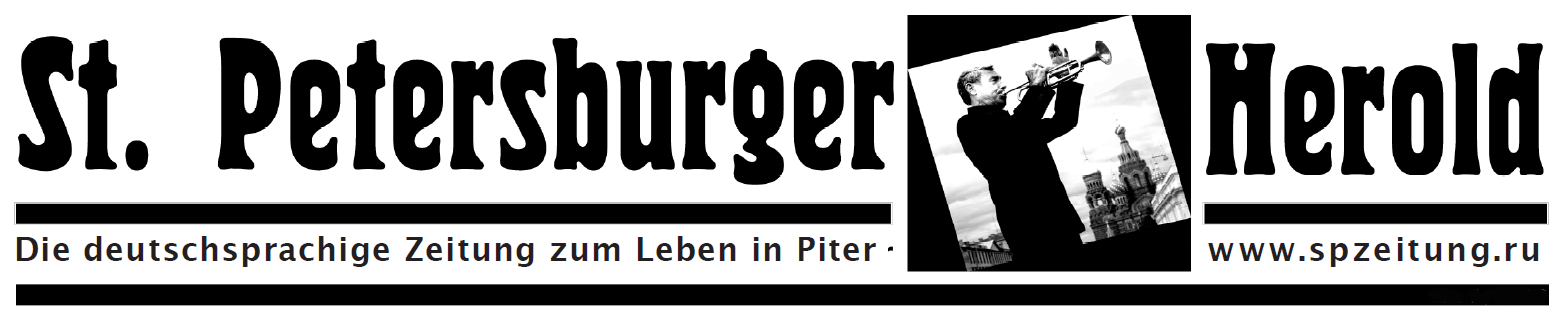

Sankt Petersburger Herold — німецькомовна газета, що виходила в Петербурзі в 1871—1914 роках, а з 2008 відновлена як онлайн-видання.
Німці були найбільшою етнічною меншиною в Петербурзі часів Російської імперії. «St. Petersburger Herold» засновано 1871 року, а видавництво знаходилося за адресою Вознесенський проспект, 3 — одразу навпроти будинку Адміралтейства. «Herold» позиціював себе як незалежне, релігійно- та політично нейтральне ліберальне видання. Засновник — Франц Федорович Гезелліус.